# Procamacolaimus asymmetricus
Procamacolaimus asymmetricus is een rondwormensoort uit de familie van de Camacolaimidae. De wetenschappelijke naam van de soort is voor het eerst geldig gepubliceerd in 1953 door Gerlach.